# Milan Foot-Ball and Cricket Club 1902
Questa voce raccoglie le informazioni riguardanti il Milan Foot-Ball and Cricket Club nelle competizioni ufficiali della stagione 1902.

## Stagione

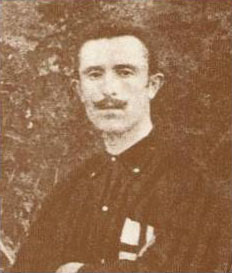
Daniele Angeloni, al Milan come giocatore dal 1900 al 1905. Fu poi allenatore dei rossoneri nel 1907

In questa stagione il Milan centra per la seconda volta consecutiva la finale scudetto, che però perde contro il Genoa. La finale del torneo stranamente viene disputata a Genova invece che a Milano, cioè a casa dei rossoneri, che sono i detentori del titolo. Alcune fonti spiegano il cambiamento di sede della finale ipotizzando una contropartita economica elargita dai genoani a favore del Milan. In questa stagione il Milan vince la terza ed ultima edizione della Medaglia del Re, conquistando definitivamente la coppa.
Nel maggio 1902 la squadra partecipa al torneo calcistico "Campionato Nazionale di Ginnastica". Dopo aver superato il L.R. Vicenza in semifinale, si aggiudica la vittoria ex aequo con l'Andrea Doria al termine della finale disputata contro i genovesi, che termina a reti bianche. Il Milan in questa stagione conquista anche la "Coppa Forza e Coraggio" e la "Corona di Quercia".

## Divise
La divisa è una camicia a maniche lunghe e strisce verticali sottili della stessa dimensione, rosse e nere, stemma di Milano sul petto (croce rossa su sfondo bianco), calzoncini bianchi e calzettoni neri.
| Manica sinistra · Manica sinistra · Maglietta · Maglietta · Manica destra · Manica destra · Pantaloncini · Calzettoni |

## Organigramma societario
Area direttiva
- Presidente: Alfred Edwards
- Vice presidente: Edward Nathan Berra

Area tecnica
- Allenatore: Herbert Kilpin

## Rosa
| N. |                        | Ruolo | Calciatore            |
| -- | ---------------------- | ----- | --------------------- |
|    | Italia (bandiera)      | P     | Giulio Ermolli        |
|    | Inghilterra (bandiera) | P     | Hood                  |
|    | Italia (bandiera)      | P     | Gerolamo Radice       |
|    | Svizzera (bandiera)    | D     | Alfred Cartier        |
|    | Italia (bandiera)      | D     | Carlo Ferrarese       |
|    | Italia (bandiera)      | D     | Andrea Meschia        |
|    | Svizzera (bandiera)    | D     | Hans Heinrich Suter   |
|    | Francia (bandiera)     | D     | Louis Wagner          |
|    | Italia (bandiera)      | C     | Daniele Angeloni      |
|    | Italia (bandiera)      | C     | Francesco Angeloni    |
|    | Italia (bandiera)      | C     | Giannino Camperio     |
|    | Italia (bandiera)      | C     | Giulio Cederna        |
|    | Inghilterra (bandiera) | C     | Herbert Kilpin        |
|    | Svizzera (bandiera)    | C     | Otto Mayer            |
|    | Italia (bandiera)      | C     | Angelo Delfino Parodi |
|    | Italia (bandiera)      | C     | Alberto Pirelli       |

| N. |                        | Ruolo | Calciatore              |
| -- | ---------------------- | ----- | ----------------------- |
|    | Italia (bandiera)      | C     | Giuseppe Rizzi          |
|    | Italia (bandiera)      | C     | Guido Valerio           |
|    | Svizzera (bandiera)    | C     | Paul Arnold Walty       |
|    | Italia (bandiera)      | A     | Guerriero Colombo       |
|    | Inghilterra (bandiera) | A     | Samuel Richard Davies   |
|    | Italia (bandiera)      | A     | Antonio Dubini          |
|    | Italia (bandiera)      | A     | Attilio Formenti        |
|    | Italia (bandiera)      | A     | Riccardo Luzzati        |
|    | Germania (bandiera)    | A     | Johann Ferdinand Mädler |
|    | Svizzera (bandiera)    | A     | Ettore Negretti         |
|    | Italia (bandiera)      | A     | Guido Pedroni           |
|    | Inghilterra (bandiera) | A     | Edward Wade             |
|    | Italia (bandiera)      |       | Malaguzzi               |
|    | Italia (bandiera)      |       | Carlo Enrico Neef       |
|    | Italia (bandiera)      |       | Carlo Nordi             |

## Calciomercato
| Acquisti | Acquisti       | Acquisti   | Acquisti   |
| R.       | Nome           | da         | Modalità   |
| -------- | -------------- | ---------- | ---------- |
| P        | Giulio Ermolli | Mediolanum | definitivo |
| C        | Giulio Cederna | Basilea    | definitivo |
| C        | Giuseppe Rizzi | Mediolanum | definitivo |

| Cessioni | Cessioni                  | Cessioni   | Cessioni      |
| R.       | Nome                      | a          | Modalità      |
| -------- | ------------------------- | ---------- | ------------- |
| D        | Alfred Cartier            | Genoa      | definitivo    |
| D        | Catullo Gadda             |            | svincolato    |
| C        | Kurt Lies                 |            | svincolato    |
| A        | David Allison             |            | fine carriera |
| A        | Edward Dobbie             | Torinese   | definitivo    |
| A        | Penvhyn Llewellyn Neville |            | fine carriera |
| A        | Agostino Recalcati        | Mediolanum | definitivo    |

## Risultati

### Campionato Italiano di Football

#### Finale
| Arbitro: | Savage (Torino) |

|                         |           |  |
| Salvadè 40’ Pasteur 85’ | Marcatori |  |

### Medaglia del Re

#### Quarti di finale
| Arbitro: | Weber (Torino) |

|                                          |           |         |
| Kilpin Gregoletto Rizzi Negretti Cederna | Marcatori | Luzzato |

#### Semifinale
| Arbitro: | Weber (Torino) |

|                                    |           |            |
| ? (aut.) 20’ Wade Negretti Colombo | Marcatori | 55’ Parodi |

#### Finale
| Arbitro: | Bosisio (Milano) |

|                      |           |  |
| Kilpin Rizzi Cederna | Marcatori |  |

### Torneo FGNI

#### Semifinale
| Milano 29 maggio 1902 Semifinale      | Milan     | 3 – 1 | Vicenza | Arena Civica |
| \| \| \| \| \| ? \| Marcatori \| ? \| |           |       |         |              |
|                                       |           |       |         |              |
| ?                                     | Marcatori | ?     |         |              |

#### Finale
| Milano 31 maggio 1902 Finale | Milan | 0 – 0 (d.t.s.) referto | Andrea Doria | Arena Civica |

- Milan e Andrea Doria primi a pari merito.

## Statistiche

### Statistiche di squadra
| Competizione                    | Punti | In casa | In casa | In casa | In casa | In casa | In casa | In trasferta | In trasferta | In trasferta | In trasferta | In trasferta | In trasferta | Totale | Totale | Totale | Totale | Totale | Totale | DR  |
| Competizione                    | Punti | G       | V       | N       | P       | Gf      | Gs      | G            | V            | N            | P            | Gf           | Gs           | G      | V      | N      | P      | Gf     | Gs     | DR  |
| ------------------------------- | ----- | ------- | ------- | ------- | ------- | ------- | ------- | ------------ | ------------ | ------------ | ------------ | ------------ | ------------ | ------ | ------ | ------ | ------ | ------ | ------ | --- |
| Campionato Italiano di Football | 0     | 0       | 0       | 0       | 0       | 0       | 0       | 1            | 0            | 0            | 1            | 0            | 2            | 1      | 0      | 0      | 1      | 0      | 2      | -2  |
| Medaglia del Re                 | -     | 3       | 3       | 0       | 0       | 20      | 2       | 0            | 0            | 0            | 0            | 0            | 0            | 3      | 3      | 0      | 0      | 20     | 2      | +18 |
| Torneo FGNI                     | -     | 2       | 1       | 1       | 0       | 3       | 1       | 0            | 0            | 0            | 0            | 0            | 0            | 2      | 1      | 1      | 0      | 3      | 1      | +2  |
| Totale                          | 0     | 5       | 4       | 1       | 0       | 23      | 3       | 1            | 0            | 0            | 1            | 0            | 2            | 6      | 4      | 1      | 1      | 23     | 5      | +18 |

### Statistiche dei giocatori
| Giocatore     | Campionato Italiano di Football | Campionato Italiano di Football |
| Giocatore     | Presenze                        | Reti                            |
| ------------- | ------------------------------- | ------------------------------- |
| D. Angeloni   | 1                               | 0                               |
| G. Camperio   | 0                               | 0                               |
| A. Cartier II | 0                               | 0                               |
| G. Cederna    | 0                               | 0                               |
| G. Colombo    | 0                               | 0                               |
| S. R. Davies  | 1                               | 0                               |
| A. Dubini     | 1                               | 0                               |
| G. Ermolli    | 1                               | -2                              |
| G. Ferrarese  | 1                               | 0                               |
| A. Formenti   | 0                               | 0                               |
| Hood          | 0                               | 0                               |
| H. Kilpin     | 1                               | 0                               |
| J. F. Mädler  | 1                               | 0                               |
| O. Mayer      | 0                               | 0                               |
| A. Meschia    | 0                               | 0                               |
| E. Negretti   | 1                               | 0                               |
| G. Pedroni    | 0                               | 0                               |
| A. Pirelli    | 0                               | 0                               |
| G. Radice     | 0                               | 0                               |
| G. Rizzi      | 0                               | 0                               |
| H. H. Suter   | 1                               | 0                               |
| G. Valerio    | 0                               | 0                               |
| E. Wade       | 1                               | 0                               |
| L. Wagner     | 1                               | 0                               |
| P. A. Walty   | 0                               | 0                               |